# Zenkers Gleitbilch
Zenkers Gleitbilch (Idiurus zenkeri) ist eine der zwei Arten der Gleitbilche. Er kommt in zwei größeren und mehreren kleineren voneinander getrennten Gebieten Afrikas südlich der Sahara im äquatorialen Regenwald vor. Der Erstbeschreiber, der deutsche Zoologe Paul Matschie, benannte die Art nach dem Botaniker und Zoologen Georg August Zenker.

## Merkmale
Zenkers Gleitbilch ist der kleinste Vertreter der Dornschwanzhörnchen und erreicht eine Kopf-Rumpf-Länge von etwa 6,3 bis 7,5 Zentimetern, hinzu kommt ein etwa 8,3 bis 10,4 Zentimeter langer Schwanz. Das Gewicht beträgt etwa 18 Gramm. Die Hinterfußlänge beträgt 14 bis 17 Millimeter, die Ohrlänge 11 bis 15 Millimeter. Das Fell ist weich und dicht, die Rückenhaare haben eine Länge von etwa 8 Millimetern. Die Rücken- und Bauchfärbung ist mittelbraun, die Haare sind an der Basis dunkelgrau und im Mittelteil und an der Spitze hell- bis mittelbraun. Auch der Kopf entspricht in seiner Färbung dem Rückenfell und er weist keine speziellen Zeichnungen auf. Die Vibrissen sind lang und erreichen eine Länge von bis zu 35 Millimetern. Die Ohren sind von moderater Größe und an der Spitze gerundet, sie sind zum größten Teil unbehaart.
Die Vorderbeine sind kurz und die Füße besitzen an den Außenseiten federartige Haare. Sie haben vier etwa gleich lange Zehen mit schwarzen Krallen. Die Hinterfüße sind leicht gebogen und besitzen fünf Zehen, die ebenfalls etwa gleich lang sind. Die Gleithaut zwischen den Vorder- und Hinterbeinen ist gut ausgebildet, am Unterarm wird sie durch eine Knorpelspange, den Calcar, gestützt. Das Rückenfell zieht sich bis auf den inneren Bereich der Gleithaut und der größte Teil der Gleithaut ist dünn mit kurzen schwarzen Haaren bedeckt. Auf der Unterseite reicht das Bauchfell nicht auf die Gleithaut, jedoch ist auch die Unterseite spärlich schwarz behaart. Der Schwanz ist sehr lang und erreicht eine Länge, die etwa 130 % der Kopf-Rumpf-Länge entspricht. Er besitzt zwei Reihen kurzer Haare von etwa 3 Millimetern Länge an den Außenseiten, die federartig ausgebildet sind. Dazwischen liegen einzelne 20 bis 25 Millimeter lange braune oder schwarze Haare, die in einem Winkel von etwa 45 Grad nach hinten weisen.
Der Schädel hat eine Gesamtlänge von durchschnittlich 20,9 Millimetern (20,4 bis 22 Millimeter) und eine durchschnittliche Breite von 12 Millimetern (11,6 bis 12,4 Millimeter).

## Verbreitung und Lebensräume

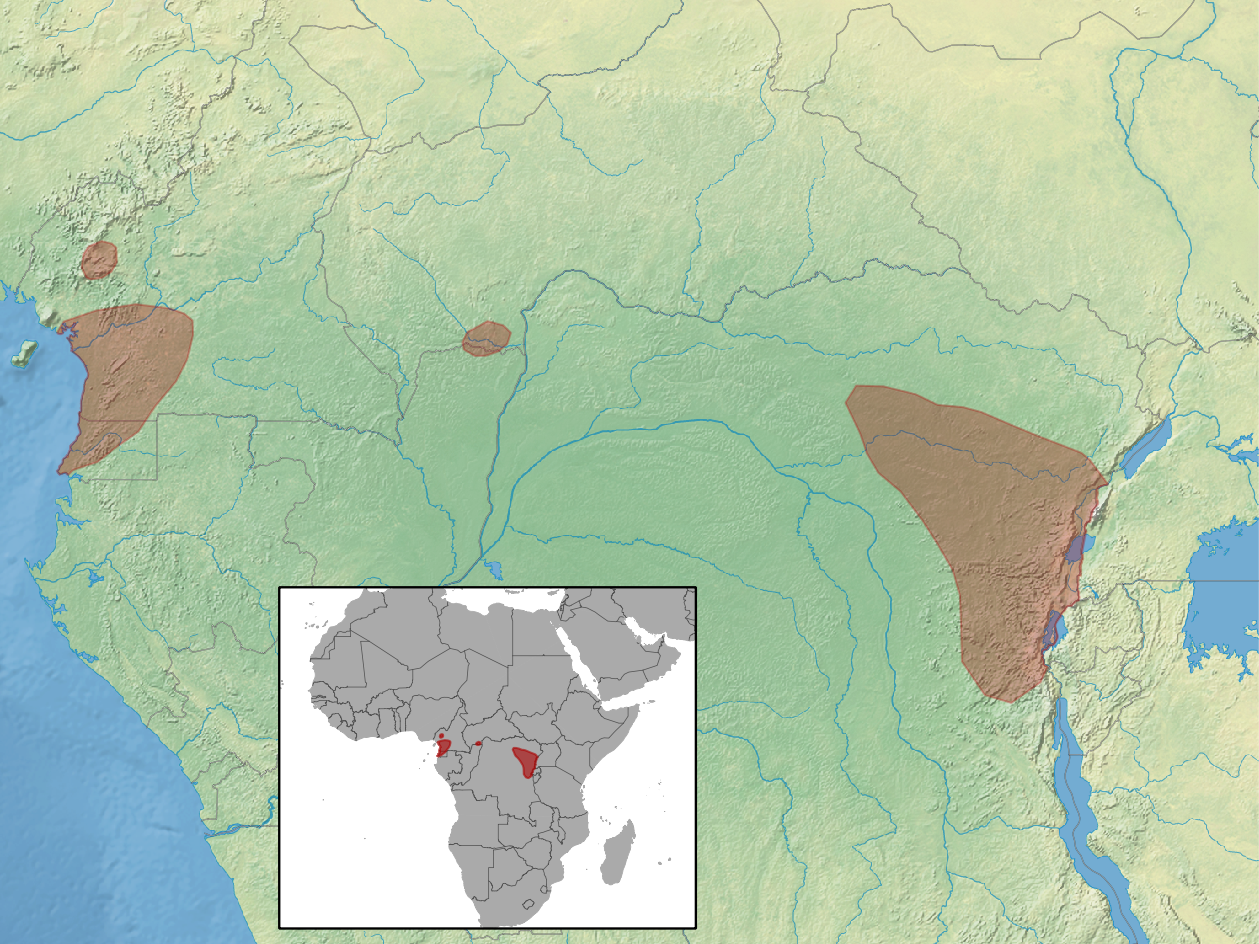
Verbreitungsgebiete von Zenkers Gleitbilch

Zenkers Gleitbilch kommt in zwei größeren und mehreren kleineren voneinander getrennten Gebieten Afrikas südlich der Sahara im äquatorialen Regenwald vor. Die westlichsten Vorkommen liegen in Kamerun und dem kontinentalen Teil von Äquatorial-Guinea (Mbini), zudem ist er im Grenzbereich der Demokratischen Republik Kongo und der Zentralafrikanischen Republik sowie im Nordosten der Demokratischen Republik Kongo nachgewiesen. Ein Vorkommen im äußersten Westen von Uganda ist möglich, jedoch nicht hinreichend belegt.

## Lebensweise
Im Vergleich zum verwandten Großohr-Gleitbilch (Idiurus macrotis) ist Zenkers Gleitbilch weniger bekannt und auch weniger gut erforscht. Er ist nachtaktiv und fast ausschließlich baumlebend (arboricol). Zenkers Gleitbilche verbringen den Tag in Baumhöhlen und sind gregär, sammeln sich also zu zahlreichen Tieren – auch anderen Arten – in einer einzelnen Baumhöhle. In Kamerun wurden 1940 bis zu 100 Gleitbilche (beide Arten) in einzelnen Bäumen beschrieben, in Äquatorial-Guinea wurden 1974 vier Zenkers Gleitbilche gemeinsam mit zwei Lord-Derby-Dornschwanzhörnchen (Anomalurus derbianus) in einer Baumhöhle angetroffen. Über die Fortpflanzung liegen kaum Angaben vor, im Kongo wurden zwischen Mai und September keine trächtigen Weibchen gefangen.

## Systematik

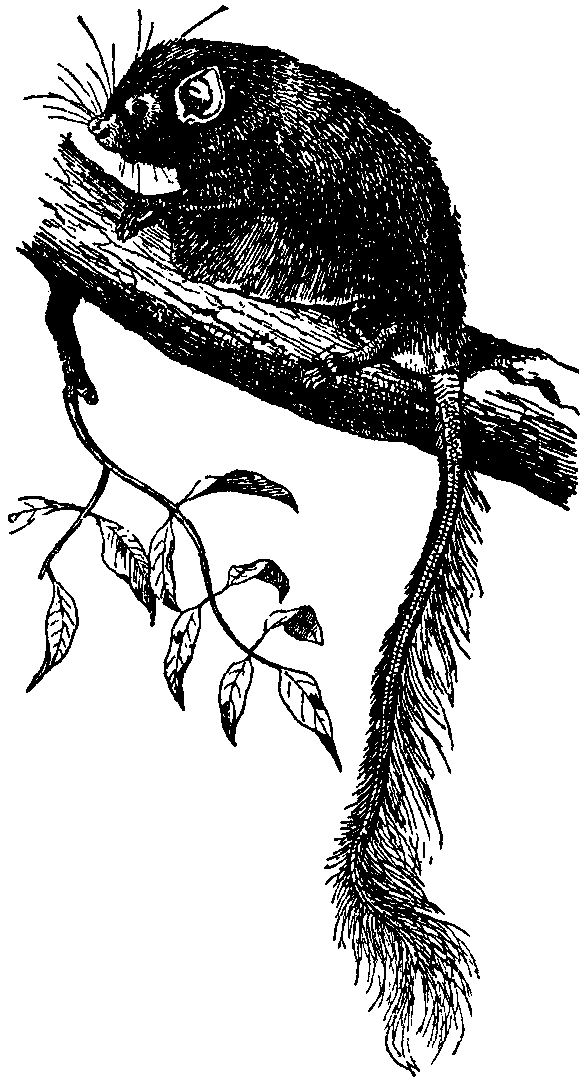
Zenkers Gleitbilch (Idiurus zenkeri), Zeichnung aus der Encyclopædia Britannica, 10. Auflage 1911

Zenkers Gleitbilch wird als eigenständige Art innerhalb der Gattung der Gleitbilche (Idiurus) eingeordnet, die aus zwei Arten besteht und neben ihm noch den Großohr-Gleitbilch (Idiurus macrotis) beinhaltet. Die wissenschaftliche Erstbeschreibung stammt von dem deutschen Zoologen Paul Matschie aus dem Jahr 1894, der die Art anhand von Individuen aus Yaoundé in Kamerun beschrieb. Er benannte die Art nach dem Botaniker und Zoologen Georg August Zenker, dem Leiter der wissenschaftlichen Jaunde-Station in Kamerun.
Innerhalb der Art werden neben der Nominatform keine Unterarten unterschieden. Als Synonyme werden Idiurus haymani und Idiurus kivuensis betrachtet.

## Status, Bedrohung und Schutz
Zenkers Gleitbilch wird von der International Union for Conservation of Nature and Natural Resources (IUCN) als nicht gefährdet („Least Concern“) gelistet. Begründet wird dies mit dem vergleichsweise großen Verbreitungsgebiet, den angenommen großen Bestandszahlen und den moderaten Bestandsrückgängen. Die Populationen und Bestandszahlen sind nicht bekannt, man nimmt jedoch keine bestandsgefährdenden Faktoren für diese Art an. Teilweise könnte die Entwaldung regional zu einer Bedrohung für die Art werden.

## Belege
1. 1 2 3 4 5 6 7 8  Brian J. Stafford, Richard W. Thorington, Jr.: Idiurus zenkeri, Zenker's Pygmy Anomalure (Pygnmy Scaly-Tailed Flying Squirrel). In: Jonathan Kingdon, David Happold, Michael Hoffmann, Thomas Butynski, Meredith Happold und Jan Kalina (Hrsg.): Mammals of Africa Volume III. Rodents, Hares and Rabbits. Bloomsbury, London 2013, S. 614–615; ISBN 978-1-4081-2253-2.
2. 1 2 3  Idiurus zenkeri in der Roten Liste gefährdeter Arten der IUCN 2015.3. Eingestellt von: R. Hutterer, J. Decher, 2008. Abgerufen am 4. Dezember 2015.
3. 1 2 3   Idiurus zenkeri (Memento vom 20. Dezember 2015 im Internet Archive). In: Don E. Wilson, DeeAnn M. Reeder (Hrsg.): Mammal Species of the World. A taxonomic and geographic Reference. 2 Bände. 3. Auflage. Johns Hopkins University Press, Baltimore MD 2005, ISBN 0-8018-8221-4.
4. ↑  Bo Beolens, Michael Watkins, Michael Grayson: The Eponym Dictionary of Mammals. Johns Hopkins University Press, Baltimore MD 2009, ISBN 978-0-8018-9304-9, S. 459.